# Herrarnas park i skateboard vid olympiska sommarspelen 2024
Herrarnas park i skateboard vid olympiska sommarspelen 2024 hölls den 7 augusti 2024 på Place de la Concorde i Paris i Frankrike.

## Tävlingsformat
I första omgången delades de 22 deltagande skateboardåkarna upp i fyra olika heat. Varje skateboardåkare gjorde tre åk på 45 sekunder vardera. Skateboardåkarna rankades därefter utifrån sitt bästa resultatet av de tre åken och de åtta högsta rankade kvalificerade sig för finalen.

## Resultat

### Semifinaler
De åtta skateboardåkarna med bäst resultat gick vidare till finalen.
| Placering | Heat | Skateboardåkare    | Nation         | Åk    | Åk    | Åk     | Noteringar |
| Placering | Heat | Skateboardåkare    | Nation         | 1     | 2     | 3      | Noteringar |
| --------- | ---- | ------------------ | -------------- | ----- | ----- | ------ | ---------- |
| 1         | 1    | Keegan Palmer      | Australien     | 77,03 | 89,31 | 93,78  | 0Q0        |
| 2         | 1    | Tom Schaar         | USA            | 89,05 | 92,05 | 32,70  | 0Q0        |
| 3         | 3    | Alex Sorgente      | Italien        | 89,96 | 91,14 | 12,33  | 0Q0        |
| 4         | 2    | Tate Carew         | USA            | 77,18 | 90,42 | 16,83  | 0Q0        |
| 5         | 4    | Keefer Wilson      | Australien     | 81,70 | 88,60 | 90,10  | 0Q0        |
| 6         | 3    | Pedro Barros       | Brasilien      | 89,24 | 2,83  | 81,10  | 0Q0        |
| 7         | 4    | Luigi Cini         | Brasilien      | 89,10 | 29,33 | 12,006 | 0Q0        |
| 8         | 3    | Augusto Akio       | Brasilien      | 88,79 | 29,33 | 88,98  | 0Q0        |
| 9         | 2    | Hampus Winberg     | Sverige        | 82,58 | 74,00 | 88,29  |            |
| 10        | 2    | Gavin Bottger      | USA            | 20,30 | 86,95 | 60,03  |            |
| 11        | 1    | Alessandro Mazzara | Italien        | 56,00 | 83,17 | 2,73   |            |
| 12        | 2    | Vincent Matheron   | Frankrike      | 82,02 | 18,74 | 8,66   |            |
| 13        | 3    | Thomas Augusto     | Portugal       | 3,10  | 81,75 | 2,66   |            |
| 14        | 4    | Steven Piñeiro     | Puerto Rico    | 81,54 | 10,33 | 19,33  |            |
| 15        | 2    | Yuro Nagahara      | Japan          | 81,38 | 2,36  | 2,38   |            |
| 16        | 1    | Kieran Woolley     | Australien     | 20,85 | 14,93 | 80,04  |            |
| 17        | 2    | Tyler Edtmayer     | Tyskland       | 76,49 | 78,20 | 2,43   |            |
| 18        | 4    | Andy Macdonald     | Storbritannien | 72,07 | 76,61 | 77,66  |            |
| 19        | 1    | Alain Kortabitarte | Spanien        | 29,38 | 49,21 | 75,46  |            |
| 20        | 4    | Danny León         | Spanien        | 56,25 | 7,33  | 10,00  |            |
| 21        | 1    | Viktor Solmunde    | Danmark        | 42,95 | 42,83 | 36,00  |            |
| 22        | 3    | Dallas Oberholzer  | Sydafrika      | 7,00  | 19,00 | 33,83  |            |

### Final
| Placering | Skateboardåkare | Nation     | Åk    | Åk    | Åk    |
| Placering | Skateboardåkare | Nation     | 1     | 2     | 3     |
| --------- | --------------- | ---------- | ----- | ----- | ----- |
| 1         | Keegan Palmer   | Australien | 93,11 | 63,66 | 65,20 |
| 2         | Tom Schaar      | USA        | 90,11 | 92,23 | 83,08 |
| 3         | Augusto Akio    | Brasilien  | 2,66  | 81,34 | 91,85 |
| 4         | Pedro Barros    | Brasilien  | 22,10 | 86,41 | 91,65 |
| 5         | Tate Carew      | USA        | 18,06 | 91,17 | 71,46 |
| 6         | Alex Sorgente   | Italien    | 22,80 | 84,26 | 63,76 |
| 7         | Luigi Cini      | Brasilien  | 19,70 | 2,36  | 76,89 |
| 8         | Keefer Wilson   | Australien | 40,03 | 32,73 | 58,36 |